# D12-es hajóvonal (Budapest)
A budapesti D12-es jelzésű dunai hajójárat a Rómaifürdő és a Kopaszi-gát – BudaPart kikötő között közlekedett. Egyes menetek a Népfürdő utcánál, a Margitszigeten, a Jászai Mari térnél vagy a Boráros térnél végállomásoztak. A viszonylatot a Budapesti Közlekedési Zrt. üzemeltette. 2019. november 4-étől a közlekedése visszavonásig szünetel.

## Története
A vonalon 2012. július 2-án indult meg a közlekedés. 2016. július 18-ától a hajóközlekedés átszervezése miatt a D13-as hajójárat megszűnt, pótlására a D12-es megállt az Óbudai-sziget és a Margitsziget, Centenáriumi emlékműnél is. Ezzel párhuzamosan a Boráros térig rövidült és nem érintette a Meder utca, Egyetemváros – A38 és Haller utca kikötőket. 2017. április 25-én útvonala a Müpa – Nemzeti Színház kikötőig, majd szeptember 1-jén a Kopaszi-gát – BudaPartig hosszabbodott. 2018. április 28-ától megállt a Margitsziget Szabadtéri Színpad és Víztorony elnevezésű kikötőnél is. 2019. november 4-étől a téli menetrend miatt nem közlekedett, 2020-ban a koronavírus-járvány miatt nem indították újra.

## Hajók
A BKV a Dunán 10 hajóval üzemeltette a    járatokat. A nyári főszezonban hétköznap 6, hétvégén 4 darab hajó üzemelt, melyek négy cég tulajdonában voltak:
- BKV Zrt. tulajdonában lévő hajók:
  - Budavár (3011 típusú vízibusz, befogadóképesség 150 fő)
  - Hófehérke (MARGITSZIGET/1895 típusú, eredetileg gőzüzemű csavaros nosztalgia személyhajó)
  - Kék Duna (H-02 (BKV 100) típusú kétcsavaros átkelőhajó, befogadóképesség 100 fő)
  - Lágymányos (3011 típusú vízibusz, befogadóképesség 150 fő)
- Rubinhajó Bt. tulajdonában lévő hajók:
  - Hungária (H-01 (BKV 100) típusú egycsavaros átkelőhajó, befogadóképesség 100 fő)
  - Tabán (H-02 (BKV 100) típusú kétcsavaros átkelőhajó, befogadóképesség 100 fő)
- Armada Budapest Hajózási Kft. tulajdonában lévő hajók:
  - Lánchíd (H-01 (BKV 100) típusú egycsavaros átkelőhajó, befogadóképesség 100 fő)
  - Pest-Buda (H-06 (BKV 130) típusú átkelőhajó, befogadóképesség 130 fő)
  - Szent Kristóf (H-01 (BKV 100) típusú egycsavaros átkelőhajó, befogadóképesség 100 fő)
  - Várhegy (H-01 (BKV 100) típusú egycsavaros átkelőhajó, befogadóképesség 100 fő)

## Kikötői

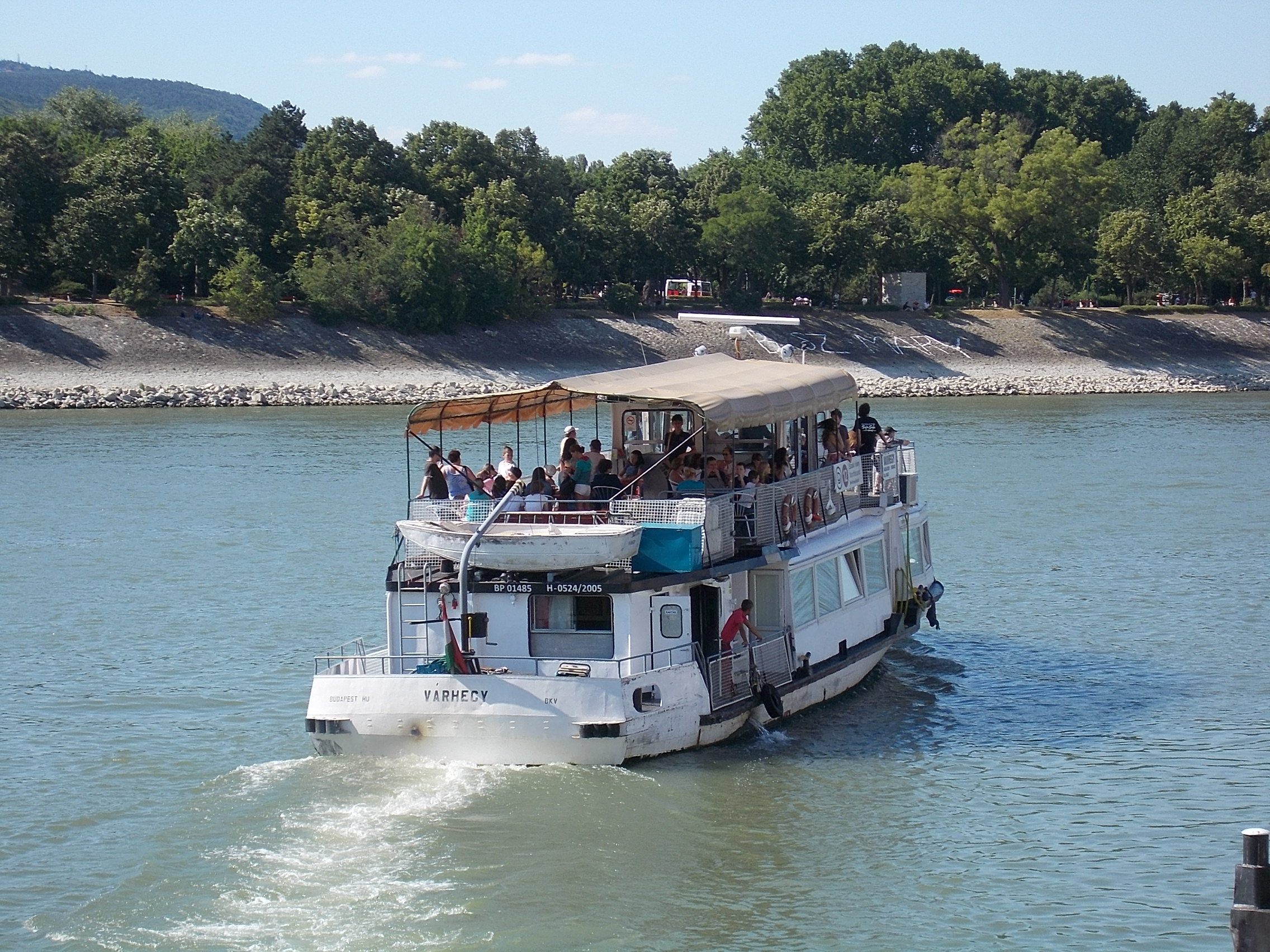
A Ganz-MÁVAG Magyar Hajó- és Darugyár Balatonfüredi Gyáregységében 1982-ben készült Várhegy nevű hajó indul a Jászai Mari téri kikötőből

| 0  | ∫  | Rómaifürdő végállomás                           | 113 | ∫  | 34                                           |
| 10 | ∫  | Óbudai-sziget                                   | 95  | ∫  | 226                                          |
| 20 | ∫  | Népfürdő utca (Árpád híd)                       | 83  | ∫  | 15, 26, 34, 106, 115 1                       |
| ∫  | 0  | Margitsziget, szállodák végállomás              | ∫   | 42 | 26, 226                                      |
| 31 | 8  | Margitsziget, Centenáriumi emlékmű              | 69  | 34 | 26, 226                                      |
| 37 | 14 | Jászai Mari tér (Margit híd)                    | 65  | 30 | 9, 26, 91, 191, 226, 291 2, 4, 6 75, 76      |
| 45 | 22 | Kossuth Lajos tér M                             | 54  | 19 | 15, 115 70, 78 2                             |
| 51 | 28 | Batthyány tér M+H                               | 49  | 14 | 19, 41 11, 39, 109, 111                      |
| 59 | 36 | Várkert Bazár                                   | 39  | 4  | 19, 41                                       |
| 65 | 42 | Petőfi tér (Erzsébet híd) végállomás            | 35  | 0  | 5, 8E, 15, 108E, 110, 112, 115, 133E, 178 2  |
| 73 | ∫  | Szent Gellért tér – Műegyetem M (Szabadság híd) | 26  | ∫  | 7, 133E 17, 19, 41, 47, 47B, 48, 49, 56, 56A |
| 82 | ∫  | Boráros tér H (Petőfi híd)                      | 18  | ∫  | 15, 23, 23E, 54, 55, 115, 212, 223M 2, 4, 6  |
| 92 | ∫  | Müpa – Nemzeti Színház H                        | 5   | ∫  | 1, 2, 24 23, 23E, 54, 55, 179, 223M          |
| 99 | ∫  | Kopaszi-gát – BudaPart végállomás               | 0   | ∫  | 1 153, 154                                   |